# Autrecourt-et-Pourron
Autrecourt-et-Pourron är en kommun i departementet Ardennes i regionen Grand Est (tidigare regionen Champagne-Ardenne) i nordöstra Frankrike. Kommunen ligger  i kantonen Mouzon som ligger i arrondissementet Sedan. År 2022 hade Autrecourt-et-Pourron 338 invånare.

## Befolkningsutveckling
Antalet invånare i kommunen Autrecourt-et-Pourron
Referens: INSEE